# København A-Raeken 1896-1897
La København A-Raeken 1896-1897 è stata l'8ª edizione della massima serie del campionato danese di calcio, disputata tra il novembre 1896 e il marzo 1897 e conclusa con la vittoria del Kjøbenhavns Boldklub, al suo secondo titolo.
Il capocannoniere fu Johannes Gandil, della squadra Boldklubben af 1893, con 5 gol.

## Stagione

### Novità
In questa edizione, oltre alle tre partecipanti dello scorso anno, l'Akademisk Boldklub, il KB e il B 1893, si aggiungono anche il Boldklubben Frem, dopo un anno sabbatico, e l'Østerbros Boldklub København, squadra fondata nel 1896 ma omonima alla stessa che era stata sciolta nel 1893 per dar vita al B 1893.

### Formula
La formula rimase invariata rispetto a quella delle precedenti edizioni, ma sempre senza il girone di ritorno come nell'edizione precedente.

### Avvenimenti
Dopo 4 vittorie consecutive dell'AB, l'edizione 1896-1897 se l'aggiudicò il KB, con 4 vittorie in 4 partite, 13 gol fatti e solamente 4 subiti. Al secondo posto arrivò l'AB, seguito dal C 93 (che a fine stagione verrà rinominato B 93), a pari merito con l'Østerbros, mentre all'ultimo posto arrivò il Frem. Per motivi non chiari il match tra Østerbros e C 93 non venne disputato.

## Squadre partecipanti
| Club                         | Stagione | Città      | Stadio   | Stagione precedente |
| ---------------------------- | -------- | ---------- | -------- | ------------------- |
| Kjøbenhavns Boldklub         | dettagli | Copenaghen | ???????? | 2º posto            |
| Akademisk Boldklub           | dettagli | Copenaghen | ???????? | 1º posto            |
| Boldklubben af 1893          | dettagli | Copenaghen | ???????? | 3º posto            |
| Boldklubben Frem             | dettagli | Copenaghen | ???????? | debuttante          |
| Østerbros Boldklub København | dettagli | Copenaghen | ???????? | debuttante          |

## Classifica
| Pos. | Squadra      | G | V | N | P | GF | GS | DR  |
| ---- | ------------ | - | - | - | - | -- | -- | --- |
| 1.   | KB           | 4 | 4 | 0 | 0 | 13 | 4  | +9  |
| 2.   | AB           | 4 | 3 | 0 | 1 | 14 | 6  | +8  |
| 3.   | B.93         | 3 | 1 | 0 | 2 | 10 | 7  | +3  |
| 3.   | Østerbros BK | 3 | 1 | 0 | 2 | 6  | 14 | -8  |
| 5.   | Frem         | 4 | 0 | 0 | 4 | 5  | 17 | -12 |

Fonti

## Verdetti
Il Kjøbenhavns Boldklub vince il titolo di Campione di Danimarca 1896-1897

### Squadra campione
| Formazione tipo (2-3-5)                                                                           | Giocatori (ruolo)                              |
| ------------------------------------------------------------------------------------------------- | ---------------------------------------------- |
| Poulsen Rieckmann Rubow Schultzer Brockhorst Bentsen I Blache Bjerke Bentsen II Kjergaard Meincke | Holger Rieckmann (portiere)                    |
| Poulsen Rieckmann Rubow Schultzer Brockhorst Bentsen I Blache Bjerke Bentsen II Kjergaard Meincke | A. Rubow (terzino destro)                      |
| Poulsen Rieckmann Rubow Schultzer Brockhorst Bentsen I Blache Bjerke Bentsen II Kjergaard Meincke | Vilhelm Bernhard Schultzer (terzino sinistro)  |
| Poulsen Rieckmann Rubow Schultzer Brockhorst Bentsen I Blache Bjerke Bentsen II Kjergaard Meincke | O. Brockhorst (centro mediano)                 |
| Poulsen Rieckmann Rubow Schultzer Brockhorst Bentsen I Blache Bjerke Bentsen II Kjergaard Meincke | Marius Poulsen (mediano sinistro)              |
| Poulsen Rieckmann Rubow Schultzer Brockhorst Bentsen I Blache Bjerke Bentsen II Kjergaard Meincke | Helge Bentsen (mediano destro)                 |
| Poulsen Rieckmann Rubow Schultzer Brockhorst Bentsen I Blache Bjerke Bentsen II Kjergaard Meincke | Bjerke (ala destra)                            |
| Poulsen Rieckmann Rubow Schultzer Brockhorst Bentsen I Blache Bjerke Bentsen II Kjergaard Meincke | Niels Christian Blache (ala sinistra)          |
| Poulsen Rieckmann Rubow Schultzer Brockhorst Bentsen I Blache Bjerke Bentsen II Kjergaard Meincke | Ludvig Johan Rasmus Kjergaard (mezzala destra) |
| Poulsen Rieckmann Rubow Schultzer Brockhorst Bentsen I Blache Bjerke Bentsen II Kjergaard Meincke | F. Bentsen (mezzala sinistra)                  |
| Poulsen Rieckmann Rubow Schultzer Brockhorst Bentsen I Blache Bjerke Bentsen II Kjergaard Meincke | Henrik Casper Meincke (centro attacco)         |
| Altri giocatori: Ingolfur Jakobsen, Frederik Knudsen, Leo Tscherning Allenatore: nessuno          |                                                |

Fonte

## Statistiche

### Squadre
- Maggior numero di vittorie:  KB (4 vittorie)
- Minor numero di vittorie:  Frem (0 vittorie)
- Miglior attacco:   AB (14 gol fatti)
- Miglior difesa:  KB (4 gol subiti)
- Miglior differenza reti: KB (+9)
- Maggior numero di sconfitte:  Frem (4 sconfitte)
- Minor numero di sconfitte:  KB (0 sconfitte)
- Peggior attacco:  Frem (5 gol fatti)
- Peggior difesa:  Frem (17 gol subiti)
- Peggior differenza reti:  Frem (-12)